# Un giorno senza fine
Un giorno senza fine è un singolo del cantautore italiano Fabrizio Moro, pubblicato nel 2000 come primo estratto dal primo album in studio Fabrizio Moro.

## Descrizione
Il testo tratta del difficile rapporto tra due conviventi giovanissimi che vanno incontro alle prime difficoltà della vita.
Moro ha presentato il brano per la prima volta dal vivo in occasione della sua partecipazione al Festival di Sanremo 2000 nella categoria Nuove proposte, classificandosi 13º.

## Tracce
Testi e musiche di Fabrizio Moro.
1. Un giorno senza fine – 3:58